# Колобыр
Колобыр (болг. Колобър) — село в Болгарии. Находится в Силистренской области, входит в общину Дулово. Население составляет 543 человека.

## Политическая ситуация
В местном кметстве Колобыр, в состав которого входит Колобыр, должность кмета (старосты) исполняет Юксел Бедри Хакы (Движение за права и свободы (ДПС)) по результатам выборов правления кметства.
Кмет (мэр) общины Дулово — Митхат Мехмед Табаков (Движение за права и свободы (ДПС)) по результатам выборов в правление общины.